# Burkburnett

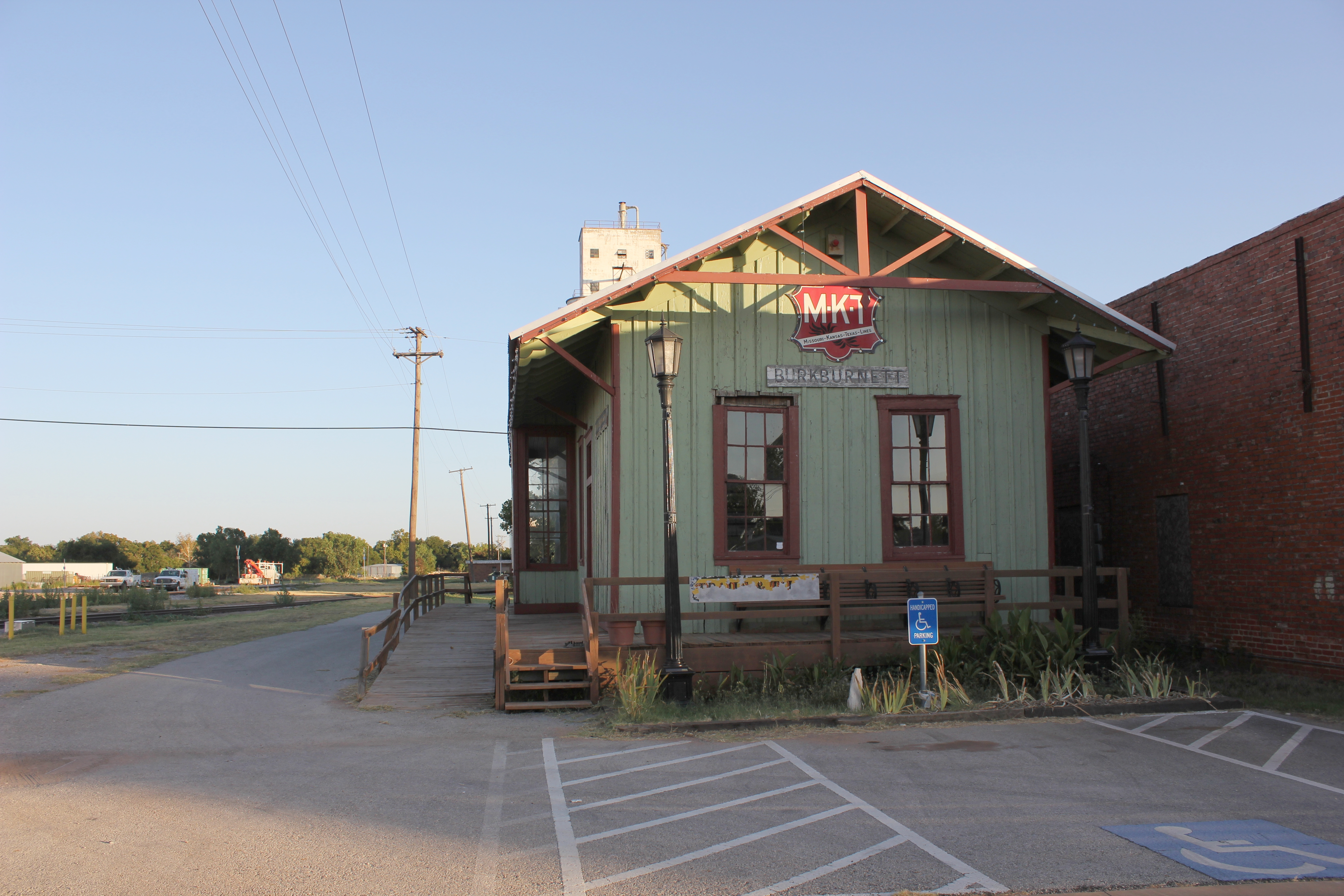
Ancien dépôt du chemin de fer Missouri-Kansas-Texas

La ville de Burkburnett est située dans le comté de Wichita, dans l’État du Texas, aux États-Unis. Sa population s’élevait à 10 811 habitants lors du recensement de 2010, estimée à 11 095 habitants en 2016.

## Source
- (en) Cet article est partiellement ou en totalité issu de l’article de Wikipédia en anglais intitulé « Burkburnett, Texas » (voir la liste des auteurs).